# Johan Karlsson
Johan Karlsson (Upsala, 20 de junio de 2001) es un futbolista sueco que juega en la demarcación de centrocampista para el Malmö FF de la Allsvenskan.

## Selección nacional
Tras jugar en las categorías inferiores de la selección, finalmente hizo su debut con la selección de fútbol de Suecia en un partido amistoso contra Estonia que finalizó con un resultado de 2-1 a favor del combinado sueco tras el gol de Kevor Palumets para Estonia, y de Sebastian Nanasi y Isaac Thelin para Suecia.

## Clubes
| Club              | País   | Año       | Partidos | Goles |
| ----------------- | ------ | --------- | -------- | ----- |
| IK Sirius Fotboll | Suecia | 2020-2022 | 60       | 1     |
| Kalmar FF         | Suecia | 2022-2024 | 65       | 3     |
| Malmö FF          | Suecia | 2025-     |          |       |